# William Morgan Sheppard

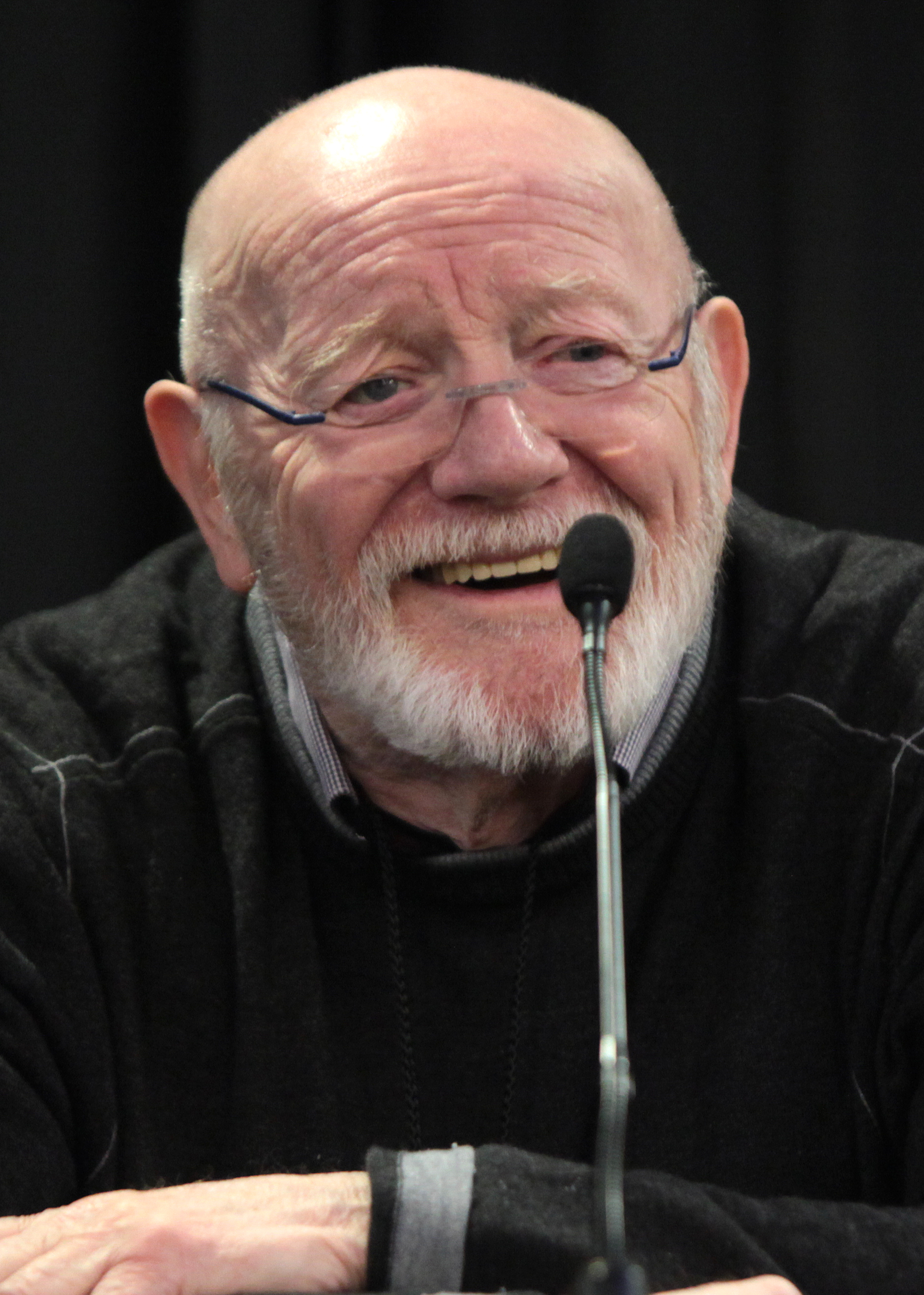
William Morgan Sheppard (2015)

William Morgan Sheppard (* 24. August 1932 in London; † 6. Januar 2019 in Los Angeles) war ein britischer Schauspieler.

## Leben
Sheppard wurde in London geboren, wuchs aber in Irland auf. 1956 begab er sich an die Royal Academy of Dramatic Art, wo er 1958 seinen Abschluss machte. Ab 1960 spielte er zwölf Jahre in der Royal Shakespeare Company. 1966 trat er am Broadway in dem preisgekrönten Theaterstück Marat/Sade auf. Seine erste Filmrolle bekam Sheppard 1962 in dem Film Strongroom. Danach hatte er lediglich Gastauftritte in Fernsehserien, sowie kleine Rollen in Filmen, widmete sich aber noch der Theaterarbeit. 1977 übernahm er eine kleine Rolle in Ridley Scotts Die Duellisten. Es folgten weitere Filmrollen und eine Nebenrolle in der mit drei Golden Globes ausgezeichneten Miniserie Shogun an der Seite von Richard Chamberlain. 1987 erhielt er eine Nebenrolle in der Fernsehserie Max Headroom, welche aber mangels genügender Zuschauerzahlen nach zwei Staffeln eingestellt wurde. In den darauf folgenden Filmarbeiten ist er meist in kleineren Rollen zu sehen – zuletzt in dem elften Teil der Star-Trek-Filmreihe.
Neben Filmrollen hatte er im Laufe seiner Karriere etliche Gastauftritte in verschiedenen Fernsehserien wie Babylon 5, MacGyver, Mit Schirm, Charme und Melone, Alias – Die Agentin, Star Trek: Raumschiff Voyager, Navy CIS und Charmed – Zauberhafte Hexen.
Außerdem stellte er seine Stimme auch für Computerspiele zur Verfügung. So beispielsweise in einigen Teilen von Medal of Honor, sowie 2002 für Metal Gear Solid 2: Sons of Liberty, 2004 für The Chronicles of Riddick: Escape from Butcher Bay und 2009 für The Chronicles of Riddick: Assault on Dark Athena.
2010 erreichte er durch sein Mitwirken an dem in diesem Jahr erschienenen und von der Kritik hochgelobten Strategiespiel Sid Meier's Civilisation V Bekanntheit in der englischsprachigen Computerspiel-Gemeinschaft. Weltweit wurden mehr als 10 Millionen Kopien des Spiels verkauft, lange war es das meistgespielte Spiel eines Zweitentwicklers auf der weltweit größten (2019) Videospiel-Vertriebsplattform Steam.  
Sein Sohn ist der Schauspieler Mark Sheppard, beide spielten 2011 die verschieden alten Versionen des Canton Everett Delaware III im Staffelauftakt zur sechsten Staffel Doctor Who.

## Filmografie (Auswahl)
- 1962: Strongroom
- 1975: Die Füchse (The Sweeney, Fernsehserie, 1 Folge)
- 1976: Mit Schirm, Charme und Melone (The Avengers, Fernsehserie, 1 Folge)
- 1977: Die Duellisten (The Duellists)
- 1980: Die Seewölfe kommen (The Sea Wolves)
- 1980: Shogun (Miniserie)
- 1980: Der Elefantenmensch (The Elephant Man)
- 1983: Die unheimliche Macht (The Keep)
- 1987: Schrei nach Freiheit (Cry Freedom)
- 1987: Max Headroom (Fernsehserie)
- 1987: Rauchende Colts: Auf Leben und Tod (Gunsmoke: Return to Dodge, Fernsehfilm)
- 1988: Elvira – Herrscherin der Dunkelheit (Elvira, Mistress of the Dark)
- 1989: MacGyver (Fernsehserie, 2 Folgen)
- 1989: Raumschiff Enterprise – Das nächste Jahrhundert (1 Folge)
- 1990: Wild at Heart – Die Geschichte von Sailor und Lula (Wild at Heart)
- 1991: Star Trek VI: Das unentdeckte Land (Star Trek VI: The Undiscovered Country)
- 1993: In einer kleinen Stadt (Needful Things)
- 1993: Gettysburg
- 1994: Der gute König (Good King Wenceslas)
- 1996: Manchmal kommen sie wieder II (Sometimes they come back...again)
- 1998: Pocahontas 2 – Die Reise in eine neue Welt (Pocahontas II: Journey to a New World, Sprechrolle)
- 1999: The Hungry Bachelors Club
- 2003: Florida City
- 2003: Gods and Generals
- 2006: Prestige – Die Meister der Magie (The Prestige)
- 2007: Transformers
- 2007: Criminal Minds (Fernsehserie, 1 Folge)
- 2008: Nur über ihre Leiche (Over Her Dead Body)
- 2009: Star Trek
- 2010: Mad Men (Fernsehserie, 1 Folge)
- 2011: Doctor Who (Fernsehserie, 1 Folge)
- 2013: The Devil’s Dozen
- 2013: April Apocalypse
- 2016: Last Man Club